# Koczkodan białowargi
Koczkodan białowargi, koczkodan niebieskolicy (Cercopithecus cephus) – gatunek ssaka naczelnego z podrodziny koczkodanów (Cercopithecinae) w obrębie rodziny koczkodanowatych (Cercopithecidae). 

## Taksonomia
Gatunek po raz pierwszy naukowo opisał w 1758 roku szwedzki przyrodnik Karol Linneusz nadając mu nazwę Simia cephus. Miejsce typowe według oryginalnego opisu zostało błędnie podane na Amerykę (w oryg. łac. Habitat in America), poprawione na Afrykę Zachodnią. Linneusz swój opis oparł na „Cercopithecus barbatus Alius Guineensis” Georga Marggrafa z 1648 roku oraz Johan Raya z 1693 roku.
C. cephus należy do grupy gatunkowej cephus. Zgłoszono albinizm. Podgatunek cephus krzyżuje się z C. erythrotis camerunensis na niewielkim obszarze na południe od rzeki Sanaga w pobliżu jej ujścia, między Tinaso a jeziorem Tisongo w Kamerunie. 
Autorzy Illustrated Checklist of the Mammals of the World rozpoznają trzy podgatunki. Podstawowe dane taksonomiczne podgatunków (oprócz nominatywnego) przedstawia poniższa tabelka:
| Podgatunek        | Oryginalna nazwa                 | Autor i rok opisu | Miejsce typowe | Holotyp |
| ----------------- | -------------------------------- | ----------------- | --- | --- |
| C. c. cephodes    | Cercopithecus cephus cephodes    | Pocock, 1907      | Gabon. | Na wpół dorosły samiec (sygnatura BMNH Mammals 1880.6.7.3) ze zbiorów Muzeum Historii Naturalnej w Londynie; okaz zebrał Léon François Laglaize.                 |
| C. c. ngottoensis | Cercopithecus cephus ngottoensis | Colyn, 1999       | Sangara, niedaleko Boyali (18°N 4°E/18,216667 4,066667), 66 km od Bangui na głównej drodze Bangui-Mbaïki, Republika Środkowoafrykańska. | Skóra i czaszka dorosłego samca (sygnatura MNHN-ZM-MO-1999-181) ze zbiorów Muzeum Historii Naturalnej w Paryżu; okaz zebrany 17 września 1988 roku przez autora. |

### Etymologia
- Cercopithecus: gr. κερκοπίθηκος kerkopithēkos „małpa z długim ogonem”, od gr. κερκος kerkos „ogon”; πιθηκος pithēkos „małpa”[18].
- cephus: w mitologii greckiej Cefeusz (gr. Κηφευς Kēpheus, łac. Cepheus), król Etiopii[19].
- cephodes: epitet gatunkowy cephus; -οιδης -oidēs „przypominający”[20].
- ngottoensis: Ngotto, Bangi, Republika Środkowoafrykańska[7].

## Zasięg występowania
Koczkodan białowargi występuje w zachodniej Afryce zamieszkując w zależności od podgatunku:
- C. cephus cephus – koczkodan białowargi – południowy Kamerun (na południe od rzeki Sanaga), skrajnie południowo-zachodnia Republika Środkowoafrykańska (od wschodu do rzeki Mambere), Gwinea Równikowa, północno-wschodni Gabon, większa część Konga i północno-zachodnia Angola.
- C. cephus cephodes – koczkodan gaboński – zachodni Gabon i zachodnie Kongo, w regionach przybrzeżnych między rzekami Ogowe i Kouilou.
- C. cephus ngottoensis – koczkodan środkowoafrykański – południowo-zachodnia Republika Środkowoafrykańska (na południe od prefektury Mambéré-Kadéï i Bangi) oraz północne Kongo (na wschód do rzeki Ubangi); być może północno-zachodnia Demokratyczna Republika Konga.

## Morfologia
Długość ciała (bez ogona) samic 44–50 cm, samców 50–58 cm, długość ogona samic 60–76 cm, samców 65–99 cm; masa ciała samic 2–4 kg, samców 3,8–5 kg. 

## Ekologia
Zamieszkuje lasy galeriowe i lasy deszczowe. Żyją w stadach liczących od 4-40 osobników. Większość czasu spędzają na drzewach. Po ziemi poruszają się na czterech nogach. Zjadają pokarm roślinny i zwierzęcy. Są przy tym bardzo żarłoczne – gromadzą więcej pożywienia niż dadzą radę zjeść. Wiodą dzienny tryb życia. Ciąża trwa około 210-215 dni. Samica rodzi jedno młode, które karmi przez rok. Opiekuje się nim aż do osiągnięcia dojrzałości w wieku około 4 lat. Zdarzają się zabójstwa młodych przez samców (dzieciobójstwo u zwierząt), którzy przepędzili dotychczasowych przywódców i sami zawładnęli stadem.

## Status zagrożenia
W Czerwonej księdze gatunków zagrożonych Międzynarodowej Unii Ochrony Przyrody i Jej Zasobów został zaliczony do kategorii LC (ang. least concern ‘najmniejszej troski’).